# Alakak
Alakak (kinesiska: 阿拉哈克) är en köping i Kina. Den ligger i den autonoma regionen Xinjiang, i den nordvästra delen av landet, omkring 440 kilometer norr om regionhuvudstaden Ürümqi. Antalet invånare är 9 917. Befolkningen består av 4 922 kvinnor och 4 995 män. Barn under 15 år utgör 25,0 %, vuxna 15-64 år 70 %, och äldre över 65 år 4,0 %.
Runt Alakak är det glesbefolkat, med 15 invånare per kvadratkilometer. Alakak är det största samhället i trakten. Trakten runt Alakak består i huvudsak av gräsmarker.
Genomsnittlig årsnederbörd är 281 millimeter. Den regnigaste månaden är oktober, med i genomsnitt 40 mm nederbörd, och den torraste är februari, med 10 mm nederbörd.